# 帕奈卡杜
帕奈卡杜（Pannaikadu），是印度泰米尔纳德邦Dindigul县的一个城镇。总人口9396（2001年）。

## 人口
该地2001年总人口9396人，其中男性4776人，女性4620人；0—6岁人口882人，其中男431人，女451人；识字率73.51%，其中男性为79.88%，女性为66.93%。